# Ромарино, Александр Антонович
Александр Антонович Ромарино (Раморино; ок. 1830 — 1876) — русский архитектор итальянского или итало-швейцарского происхождения, академик ИАХ (1858). 

## Биография
Родился около 1830 года. О родственных связях Ромарино в источниках нет сведений. Известно лишь, что с 1835 по 1839 год некий купец 2-й гильдии И. Ромарино был арендатором фаянсового завода в подмосковном имении Юсуповых Архангельское.
А. А. Ромарино получил образование в Императорской академии художеств в Санкт-Петербурге под руководством архитектора, профессора  Александра Тона. В 1850 году Ромарино, будучи ещё студентом Академии, вместе со своим соучеником Bасилием Геккером занялся исполнением практических чертежей строившейся в то время архитектором Константином Тоном (братом профессора Александра Тона) Мирониевской церкви Лейб-гвардии Егерского полка в Санкт-Петербурге. Над этими чертежами он работал в течение четырёх лет. Академия художеств неоднократно выражала Ромарино похвалу за такую деятельность, и в дальнейшем приобрела готовые чертежи для класса строительного искусства. В 1851 году, за те же чертежи, Ромарино получил серебряную медаль Академии второй степени.
В источниках встречается утверждение, что Ромарино участвовал и в росписи Мирониевской церкви, что, учитывая его специализацию на архитектуре, представляется маловероятным. Более вероятно, что Ромарино мог быть соавтором проекта интерьеров церкви.
В 1854 году Ромарино получил обе серебряные медали Академии — первой и второй степени, «за архитектурную композицию». В том же году окончил Академию. С 1857 года имел статус «назначенного в академики», а в 1858 году был признан академиком (действительным членом ИАХ) за «проект большой станции на железной дороге при виадуке».
О практической работе Ромарино в качестве архитектора почти ничего неизвестно.
Скончался в 1876 году.